# Vi lyfter igen
Vi lyfter igen är ett studioalbum av Zekes från 2011.

## Låtlista
1. Vi lyfter igen
2. En mycket bättre värld
3. Ett steg i taget
4. Samma sak
5. Hold Me
6. Bullfest
7. Ingen annan du
8. Louise
9. Kalla kårar
10. Någon att hålla i hand
11. Se på mig
12. Om ditt hjärta sa boom

## Listplaceringar
| Lista (2011) | Topplacering |
| ------------ | ------------ |
| Sverige      | 9            |

### Fotnoter
1. ↑  ”Vi lyfter igen”. Svensk mediedatabas. 1 mars 2011. http://smdb.kb.se/catalog/id/002741927. Läst 28 juli 2012.
2. ↑  ”Vi lyfter igen”. Svensk mediedatabas. 1 mars 2011. http://smdb.kb.se/catalog/id/002741918. Läst 28 juli 2012.
3. ↑  ”Vi lyfter igen”. Swedishcharts. 1 mars 2011. http://swedishcharts.com/showitem.asp?interpret=Zekes&titel=Vi+lyfter+igen&cat=a. Läst 28 juli 2012.